# Université libre de Varna
 (novembre 2013).
Si vous disposez d'ouvrages ou d'articles de référence ou si vous connaissez des sites web de qualité traitant du thème abordé ici, merci de compléter l'article en donnant les références utiles à sa vérifiabilité et en les liant à la section « Notes et références ».

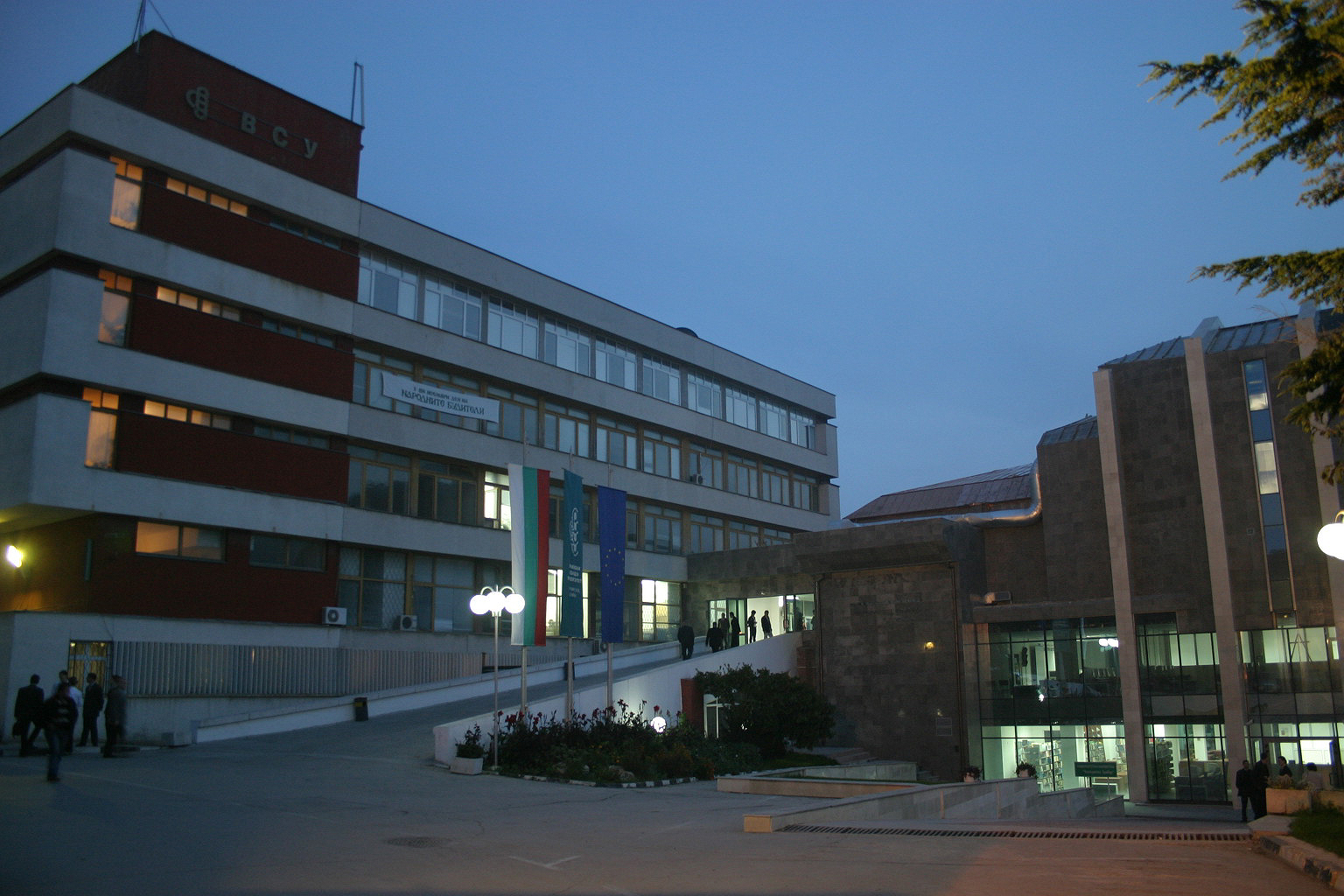
l'Université libre de Varna

L’université libre de Varna “Černorizec Hrabǎr”, créée en 1991, est un établissement privé d’enseignement supérieur de Bulgarie situé à Varna.

## Présentation
L'université est située près de la station balnéaire « Les sables d’or » au bord de la mer Noire.
Elle a été créée en 1991, par décision de la 37e Assemblée nationale de Bulgarie du 21 juillet 1995 et a reçu le statut d’établissement supérieur.
L’université est institutionnellement accréditée par l’Agence nationale d’évaluation et accréditation au Conseil des ministres de la république de Bulgarie pour une période maximale de 6 ans avec une des plus hautes mentions.
L’université libre de Varna est re-certifiée conformément au standard ISO 9001:2008 et a reçu les certificats UKAS (G.B.) et ANAB (USA) d’application des standards internationaux communs.
C’est la première et la seule université[réf. nécessaire] en Bulgarie, certifiée par l’Agence d’éducation et culture de la Commission européenne de l’UE avec les signes DS Label, Label ETCS et HR Logo.
L’université libre de Varna organise des formes d’éducation régulière, par correspondance et à distance pour tous les diplômes d’éducation – qualification prévue par la loi d’enseignement supérieur bulgare – “licence”, “maîtrise” ou “doctorat”. Environ 27 000 étudiants sont diplômés de cette institution depuis sa création[réf. nécessaire].
Durant l’enseignement à l’université libre de Varna, on propose aux étudiants une possibilité particulière de participer aux nombreux stages et programmes d’échange académique. Pour les étudiants étrangers, l'université offre un certain nombre de programmes de formation en anglais et en russe, ainsi que la possibilité de mobilité des étudiants au sein du programme Erasmus de l'Union européenne.
L’université libre de Varna ouvre chaque année de nombreux programmes[Combien ?] de bourses dans lesquels peuvent participer des étudiants ayant des talents dans certains domaines : théâtre, danse, sport.

## Campus
Le site universitaire offre l’ensemble des services universitaires, les étudiants peuvent y trouver des centres spécialisés de training, un institut technologique, une riche bibliothèque, des centres d’euroqualification[Quoi ?], de carrière, un centre russe, un complexe médical, des restaurants, des cafés, des foyers universitaires, des parkings, des parcs et des coins de repos.
La base de la ville de Smolyan, qui est l’affiliation de l’université, est située dans un complexe renouvelé. Les habitants de la région des Rhodopes ont la possibilité  d’obtenir une éducation européenne de qualité avec la marque de l’Université libre de Varna[pas clair].